# Argyreia
Argyreia is een geslacht uit de windefamilie (Convolvulaceae). Het geslacht telt ongeveer honderddertig soorten die voorkomen op Madagaskar en in (sub)tropisch Azië.

## Soorten (selectie)
- Argyreia cuneata (Willd.) Ker Gawl.
- Argyreia hirsuta Wight & Arn.
- Argyreia nervosa (Burm. f.) Bojer
- Argyreia obtusifolia Lour.
- Argyreia wallichii Choisy